# Cathérine Miville

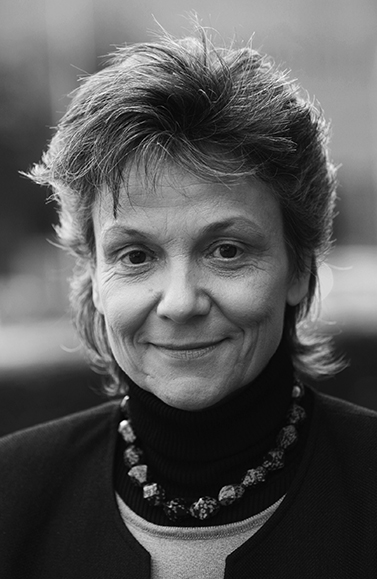
Cathérine Miville (2016)

Cathérine Miville (* 1954 in Basel) ist eine Schweizer Regisseurin und Theaterintendantin. Von 1986 bis 1999 leitete sie die Münchner Lach- und Schiessgesellschaft sowie von 2002 bis 2022 das Stadttheater Giessen. Sie ist freischaffend als Mentorin, Coachin, Kolumnistin und Regisseurin tätig.

## Leben und Schaffen
Miville ist eine Tochter des Basler SP Ständerats Carl Miville-Seiler (1921–2021) und eine Enkelin des Regierungs- und Nationalrates Carl Miville senior (1891–1981). Miville begann ihre Karriere als Regieassistentin und Disponentin am Basler Theater. In München studierte sie an der Ludwig-Maximilians-Universität Theaterwissenschaft, Betriebswirtschaftslehre und Germanistik.

## Münchner Lach- und Schiessgesellschaft
Miville war langjährig im Kabarett-Bereich tätig. Ende der siebziger Jahre wurde Miville Mitglied der Münchner Lach- und Schiessgesellschaft und war dort unter anderem an mehreren Produktionen des Autorenkabarett-Duos Dieter Hildebrandt und Werner Schneyder beteiligt. Als Gründer und Leiter Sammy Drechsel 1986 verstarb, übernahm Miville die Leitung als geschäftsführende Gesellschafterin der Münchner Lach- und Schiessgesellschaft GbR bis zu deren Auflösung im Jahr 2000.
Bei Hildebrandt’s Sendung Scheibenwischer führte Miville von 1986 bis 2000 Regie und fungierte als Produzentin, ebenso bei ARD-Silvester-Sendungen und Livesendungen von Programmen der Münchner Lach- und Schiessgesellschaft. Ausserdem inszenierte sie für die Ruhrfestspiele Recklinghausen musikalisch-satirische Theaterproduktionen.
Nach der Auflösung der Münchner Lach- und Schiessgesellschaft zog Miville sich aus dem Kabarett zurück und verfolgte stattdessen eine Karriere im Theater.

## Stadttheater Giessen
2001 wurde Miville zur Intendantin und Geschäftsführerin der Stadttheater Giessen GmbH gewählt, wodurch das Haus ab 2002 erstmalig von einer Frau geleitet wurde. Unter der Leitung von Miville entwickelten sich die Besucherzahlen positiv und zur Spielzeit 2003/2004 wurden die Einnahmen seit Miville’s Leitung um 19 % gesteigert. Zudem wurde das Stadttheater Giessen während ihrer Leitung mehrfach in Kritikerumfragen ausgezeichnet und für seine Spielpläne gewürdigt, unter anderem von den Fach-Zeitschriften Die Deutsche Bühne und Die Opernwelt.
2006 verlängerte Miville erstmalig ihren Vertrag als Intendantin. 2012 und 2015 folgten weitere Verlängerungen.
Miville war die erste Frau im Vorstand der Intendantengruppe und deren langjährige Geschäftsführerin sowie beratendes Mitglied im Tarifausschuss des Deutschen Bühnenvereins. 2014 wurde sie als Gründungsmitglied im Vorstand der Hessischen Theaterakademie zu deren Vizepräsidentin gewählt.
Als Anerkennung für ihre Leistungen wurde Miville 2021 von dem Theater und der Stadt Giessen zum Ehrenmitglied des Stadttheaters ernannt. Miville beendete ihre Tätigkeit als Intendantin im Jahr 2022.
Während ihrer zwanzigjährigen Tätigkeit als Intendantin wurden am Stadttheater Giessen rund 500 Musiktheater-, Schauspiel-, Tanztheater- sowie Kinder- und Jugendtheater-Aufführungen produziert und jährlich rund 25 verschiedene Konzerte musiziert. Gast- und Festspiele gehörten ebenso zum Programm sowie Mehrspartenproduktionen und Diskursformate.
Weiterhin realisierte Miville Bauvorhaben wie die neue Tat-Studiobühne, das 3700 m² grosse Proben- und Arbeitszentrum Bahnhofstrasse oder das neue Haus der Karten, wodurch sich die Arbeitsbedingungen am Stadttheater verbesserten.
Als Regisseurin verantwortete Miville im Stadttheater 21 Musiktheater und Schauspielproduktionen. Ihr Debüt als Opernregisseurin gab sie 2006 mit der Inszenierung des Musikdramas Der Konsul von Menotti. Sie inszenierte danach insbesondere zeitgenössische Opern, darunter das Auftragswerk Alp Arslan, die deutsche Erstaufführung Kommilitonen sowie Brokeback Mountain und Gegen die Wand. Im Schauspiel inszenierte sie ernste Werke wie Ab heute heißt du Sara oder Ihre Version des Spiels, sowie satirische Komödien wie Willkommen oder Der Vorname. Auch Musicals wie Der Kuss der Spinnenfrau oder Ab in den Wald und die von ihr konzipierte multimediale Mediensatire Brave Kids brachte sie auf die Bühne. Eine eigene Fassung von Die Fledermaus realisierte sie im Jahr 2020. Ein Grossteil der Opern-Inszenierungen von Miville wurden vom Hörfunkprogramm hr2-kultur sowie vom Deutschlandfunk Kultur übertragen.
Seit Sommer 2022 ist Miville als freischaffende Regisseurin sowie als Mentorin und im Coaching tätig; seit 2023 auch als Kolumnistin.

## Publikationen
- Cathérine Miville: Das Stadttheater ist der Erzfeind. Schlaglichter auf Theaterarbeit in Gießen. In: Lorenz Aggermann, Eva Holling, Philipp Schulte, Bernhard Siebert, Gerald Siegmund, Katharina Stephan (Hrsg.): Landschaft mit entfernten Verwandten. Neofelis Verlag, 2018, ISBN 978-3-95808-218-2.
- Cathérine Miville: Büchner lockt – Gießen lädt ein. In: BÜCHNER international. Produktionen, Positionen, Perspektiven. Stadttheater Gießen, 2013, ISBN 978-3-943881-59-2.
- https://bajour.ch/author/catherine-miville